# Kolë Heqimi
Kolë Heqimi vel Kolë Suma (wł. Niccolo Summa, ur. 1765 w Szkodrze, zm. 1832 w Wenecji) – osmański lekarz narodowości albańskiej, honorowy konsul Wielkiej Brytanii w Szkodrze (Imperium Osmańskie).

## Życiorys
Ukończył studia medyczne w Wenecji. Po powrocie do Imperium Osmańskiego był osobistym lekarzem wezyrów Ibrahima Paszy oraz Mustafy Reshita Paszy.
W 1817 roku został honorowym konsulem Wielkiej Brytanii w Szkodrze.

## Życie prywatne
Miał dwóch braci: Jaku, konsula Wenecji w Szkodrze oraz Simoniego, aptekarza. Ojciec, Mark Suma, był kupcem.